# Microregione di Ijuí
Ijuí è una microregione del Rio Grande do Sul in Brasile, appartenente alla mesoregione di Noroeste Rio-Grandense.
È una suddivisione creata puramente per fini statistici, pertanto non è un'entità politica o amministrativa.

## Comuni
È suddivisa in 15 comuni:
- Ajuricaba
- Alegria
- Augusto Pestana
- Bozano
- Chiapetta
- Condor
- Coronel Barros
- Coronel Bicaco
- Ijuí
- Inhacorá
- Nova Ramada
- Panambi
- Pejuçara
- Santo Augusto
- São Valério do Sul